# 西田紘二
西田 紘二（にしだ こうじ、1月25日 - ）は、日本の男性声優、ナレーター。宮崎県出身。シグマ・セブン所属。

## 略歴
(株)Doa The・声優塾8期卒業。2004年Doaプロダクションを経て、シグマ・セブン所属。

## 人物
The・声優塾の同期は安元洋貴、福圓美里、斉藤隆史。
趣味は読書。

## 出演

### ナレーション
- ワールドビジネスサテライト（テレビ東京）
- ドライブ A GO!GO!（2009年4月～2011年9月、テレビ東京）※美味しいドラ飯 コーナー担当（ドライブDJ）
- BS世界のドキュメンタリー（NHK BS1）
- からだ元気科（1997年3月～2006年3月31日、日本テレビ）※汐留博士 役
- 素敵な宇宙船地球号（1997年4月20日～2009年9月27日、テレビ朝日）
- 三井ゆりのおうちTV（2009年12月～2010年3月、千葉テレビ）
- ヨガ大事典（BS日テレ）
- UAEドバイ特番（BSジャパン）
- 映画番組紹介『エラボ』（CS）
- ワールド・ゴルフ・リゾート（CS）
- This is the PGA（CS）
- 成田空港開港30周年記念番組（グリーンポートTV）
- NHK国際共同制作 Co-PRODUCTIONS 世界からあなたへ 日本から世界へ「エリザベス女王の60年」（2012年3月13日、NHK BSプレミアム）

### ボイスオーバー
- ザ!世界仰天ニュース（2001年4月11日～、日本テレビ）
- 素敵な宇宙船地球号（1997年4月20日～2009年9月27日、テレビ朝日）
- 国際共同制作 発掘 アジアドキュメンタリー the Asian Pitch（NHK BS1）
  - 「インド　お見合い騒動記」（2011年10月17日）
  - 「バンコク 路上の子どもたちを救え ～ストリートティーチャーの奮闘～」（2012年2月14日）
- TOMORROW beyond 3.11（NHK BS1）
- 地球ドラマチック（NHK Eテレ）
  - 「世界最古の"コンピューター"～宇宙を再現!古代ギリシャの技術」（2014年3月8日）
- 世界の衝撃ストーリー（テレビ東京）
- 世界が騒然!本当にあった㊙ミステリー（テレビ東京）
- 日立 世界・ふしぎ発見!（TBS）

### テレビアニメ
- Wind -a breath of heart-（2004年、男A）
- みさきクロニクル〜ダイバージェンス・イヴ〜（2004年、男子生徒）
- ラブゲッCHU 〜ミラクル声優白書〜（2006年、スタッフ）
- ドラゴンクライシス!（2011年）

### OVA
- ドグラ・マグラ（2012年、藤堂英作）

### ゲーム
- 黄泉がえり 〜リフレイン〜（2004年、井沢直義、丸山英介）
- SDガンダム GGENERATION SPIRITS（2007年）
- スーパーロボット大戦OG ORIGINAL GENERATIONS（2007年、ラストバタリオン兵）
- スーパーロボット大戦OG外伝（2007年）

### ドラマCD
- 王朝春宵ロマンセ（貞守）
- クリムゾン・スペル 2（長老）
- クリムゾン・スペル 3（古龍）
- グレイスドア～執事たちの限界な一日～（板前）
- しあわせにできる 1（筧）
- 純情ロマンチカ（男子生徒）
  - ドラマCD　純情ロマンチカ
  - ドラマCD　純愛ロマンチカ
- スイス時計の謎（質屋店店主）
- スキャンダルシリーズ 3 学園祭はスキャンダル（男の先生）
- スキャンダルシリーズ 4 聖なる夜のスキャンダル（男性2）
- セイント・ビースト恩讐の章〜聖獣封印〜 1（神官B）
- セイント・ビースト恩讐の章〜聖獣封印〜 2（神官C）
- セイント・ビーストOthers ドラマCD 第1巻 『光と闇』（村人B）
- 「Danza」PLUS「COPPERS」2（スミス）
- DOUBLE CALL VII -放物線の彼方4-（審判）
- DEAD HEAT DEADLOCK 2（ジャック・イーガン）
- DEAD SHOT DEADLOCK 3
- 覇王・愛人 Ⅲ（王飛側近）
- プライム・タイム（滝口）
- ブレックファーストクラブ 1（鈴河原）※アメリカ映画とは別作品
- PREMIERE 春を抱いていた SPECIAL（麻酔医）
- 僕の声 金のがちょう編（スタッフ）
- 胸さわぎシリーズ 6 胸さわぎのラビリンス

### 吹き替え

#### ドラマ
- イニョン王妃の男（ヨンミョン和尚）
- エレメンタリー ホームズ&ワトソン in NY
- グルメ探偵　ネロ・ウルフ　(全シリーズ)（アーチー・グッドウィン）

#### 映画
- シャーロック・ホームズ シャドウ ゲーム（クラーキー巡査）〔ウィリアム・ヒューストン〕
- マリーゴールド・ホテルで会いましょう

### デジタルコミック
- Beeマンガ
  - ドラゴン桜（2010年、柳鉄之介）
  - カメレオン（2011年、小山裕造先生）